# Coscinodiscophyceae
Coscinodiscophyceae là một lớp tảo silic.
Bộ Centrales là một phân chia cận ngành truyền thống của tảo heterokont được biết đến với tên tảo cát.. Danh pháp được đặt tên theo hình dạng của các thành tế bào (hoặc van hoặc vỏ tế bào) của tảo cát trung tâm, đó là hình tròn hoặc elip hình van. Các van thường mang mẫu hình trang trí toả tròn đối xứng có thể xuất hiện như là các dấu chấm khi xem bằng kính hiển vi quang học. Một số cũng mang các gai trên van của chúng, hoặc có thể làm tăng diện tích bề mặt tế bào và làm giảm việc chìm xuống, hoặc có vai trò như là một cản trở động vật phù du ăn nó. Không giống như tảo cát pennate, tảo cát trung tâm không bao giờ có một sống noãn.
Về chu kỳ tế bào, các tế bào sinh dưỡng lưỡng bội và trải qua quá trình nguyên phân trong quá trình phân chia tế bào bình thường. Trong loài tính dục, phân bào giảm nhiễm noãn giao tạo giao tử đơn bội, hoặc là tế bào trứng hoặc tinh bào. These fuse to produce a hợp tử mở rộng kích thước để phát triển thành một bào tử sinh trưởng tế bào thực vật kích thước đầy đủ được tạo ra.
Trong một số đề án phân loại, tảo cát trung tâm được gọi thay vào đó là Bộ Coscinodiscophyceae. Và trong một số đề án là bộ Biddulphiales (tảo silic hình hộp). Tuy nhiên, phân loại tảo cát đang thay đổi do sự phát triển của các công cụ phân tích phân tử và di truyền.